# Oberpräsidium der Rheinprovinz

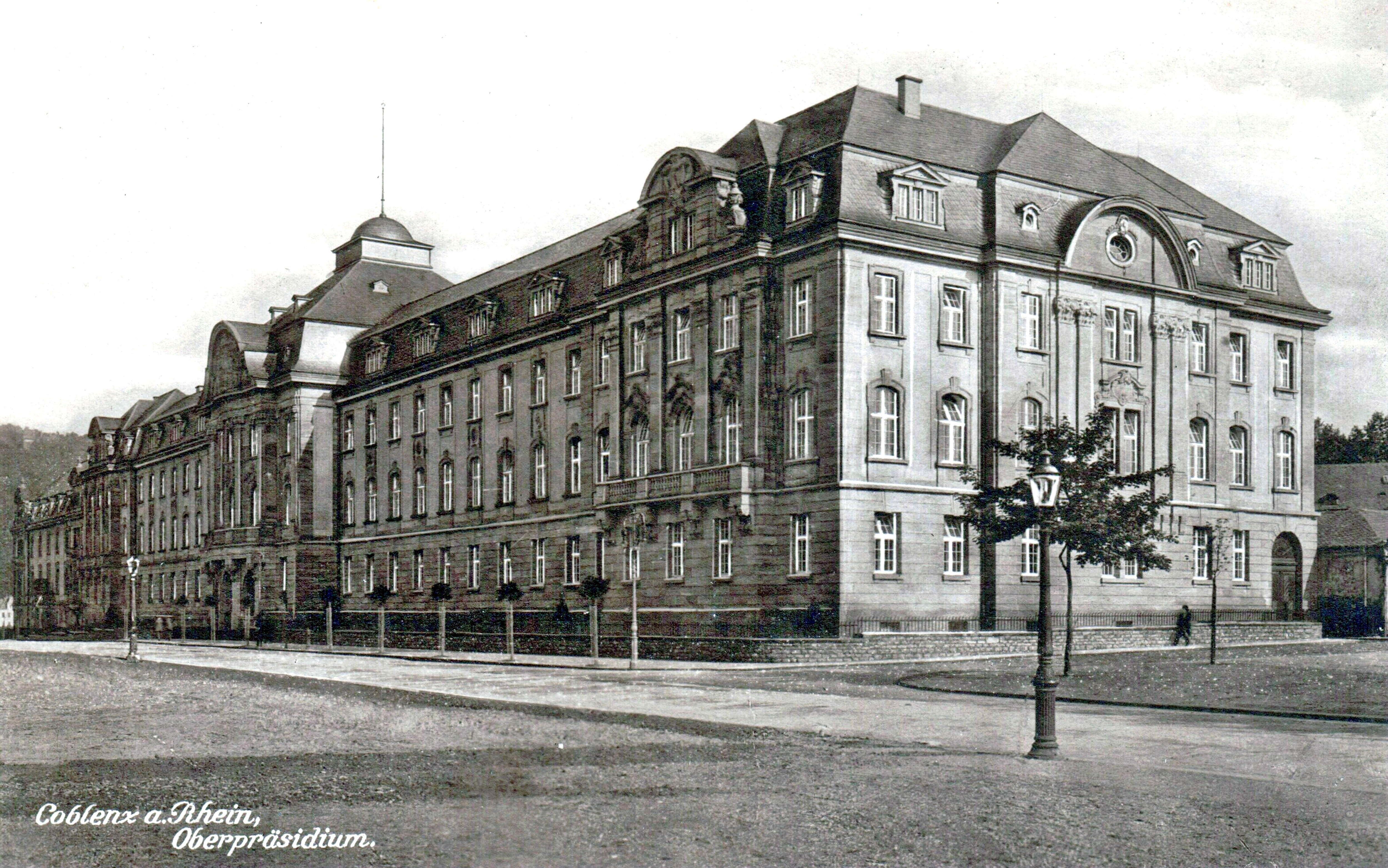
Oberpräsidium der Rheinprovinz um 1914

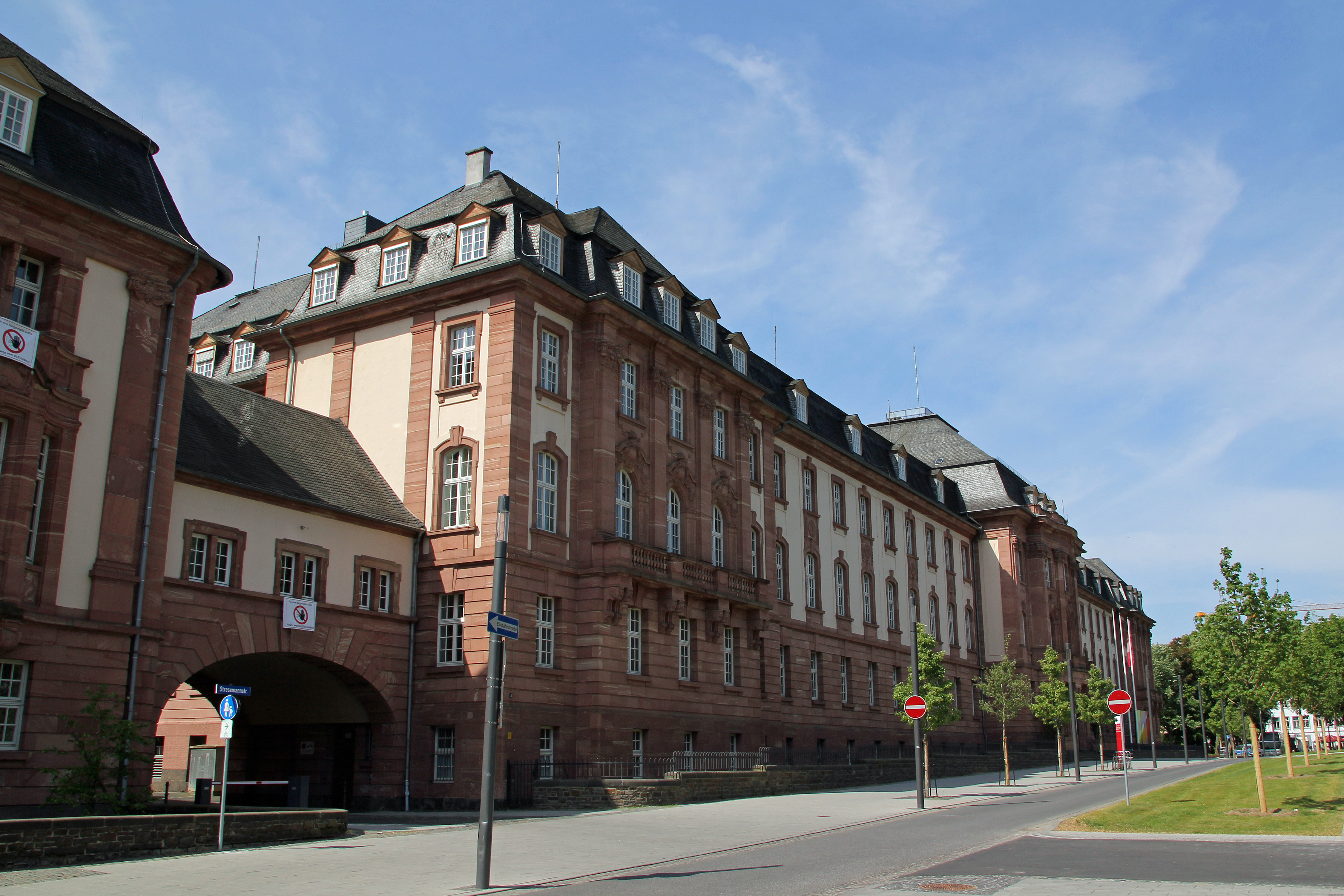
Oberpräsidium der Rheinprovinz 2011

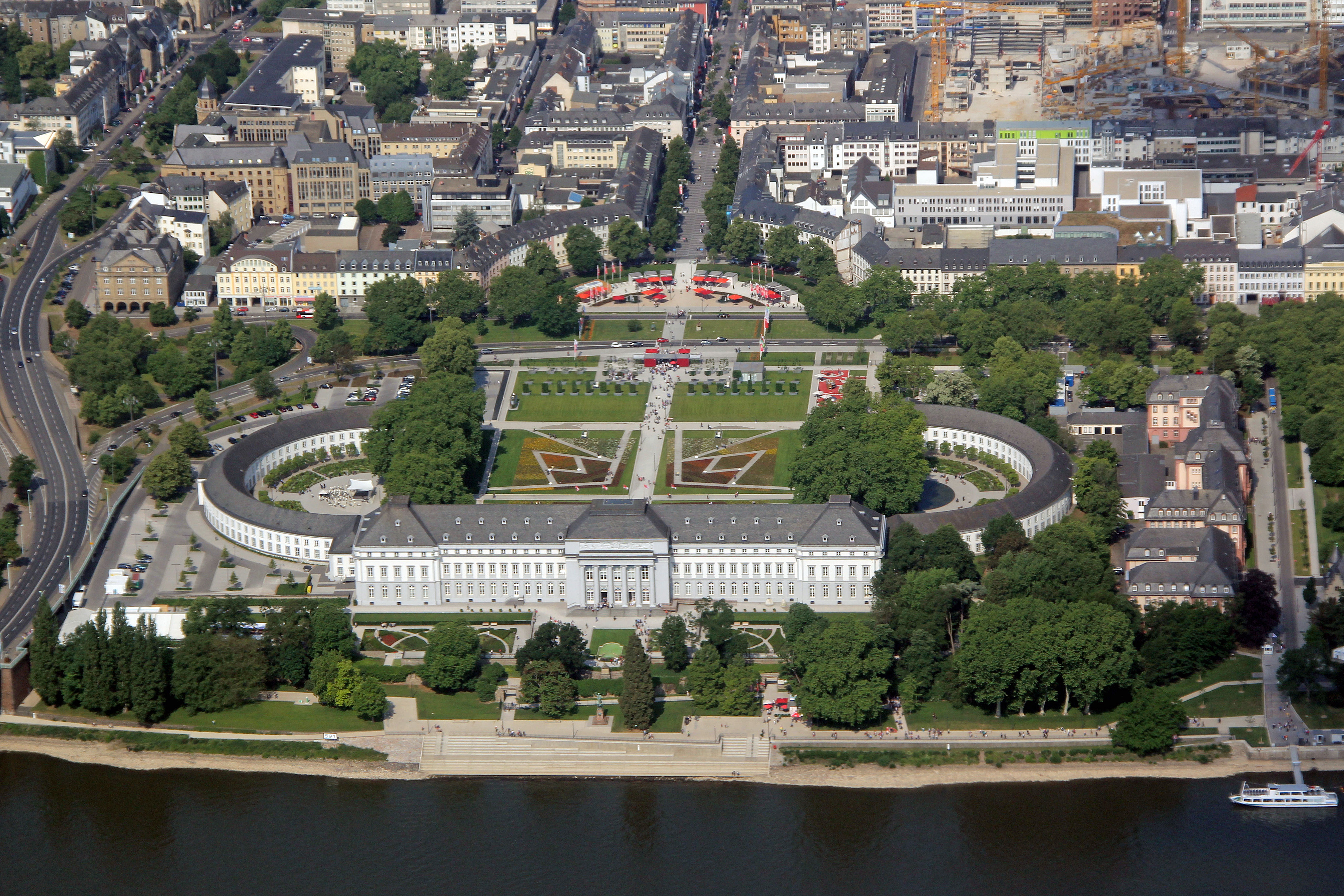
Der Gebäudekomplex des Oberpräsidiums der Rheinprovinz rechts neben dem Kurfürstlichen Schloss

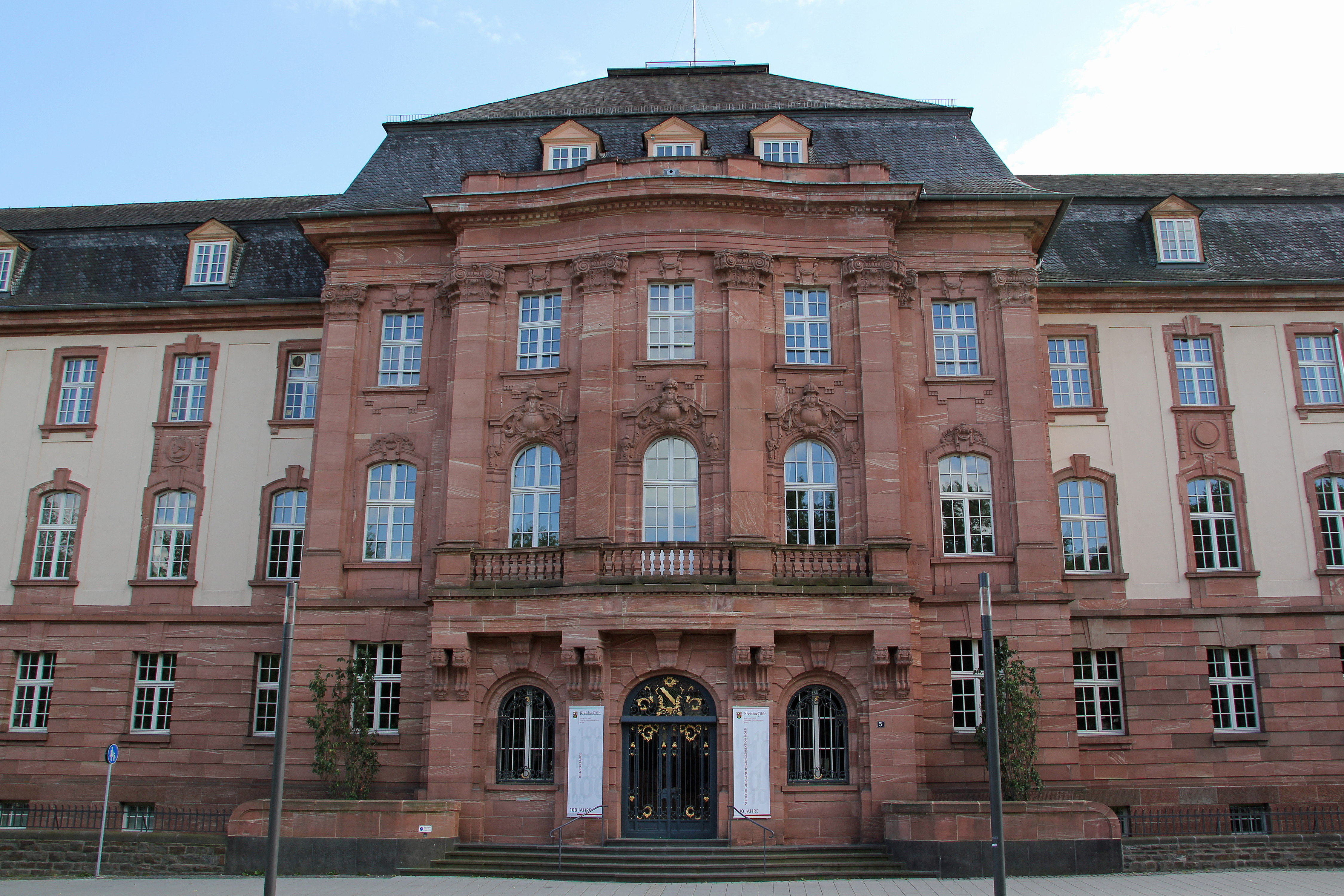
Der Mittelrisalit am Hauptgebäude

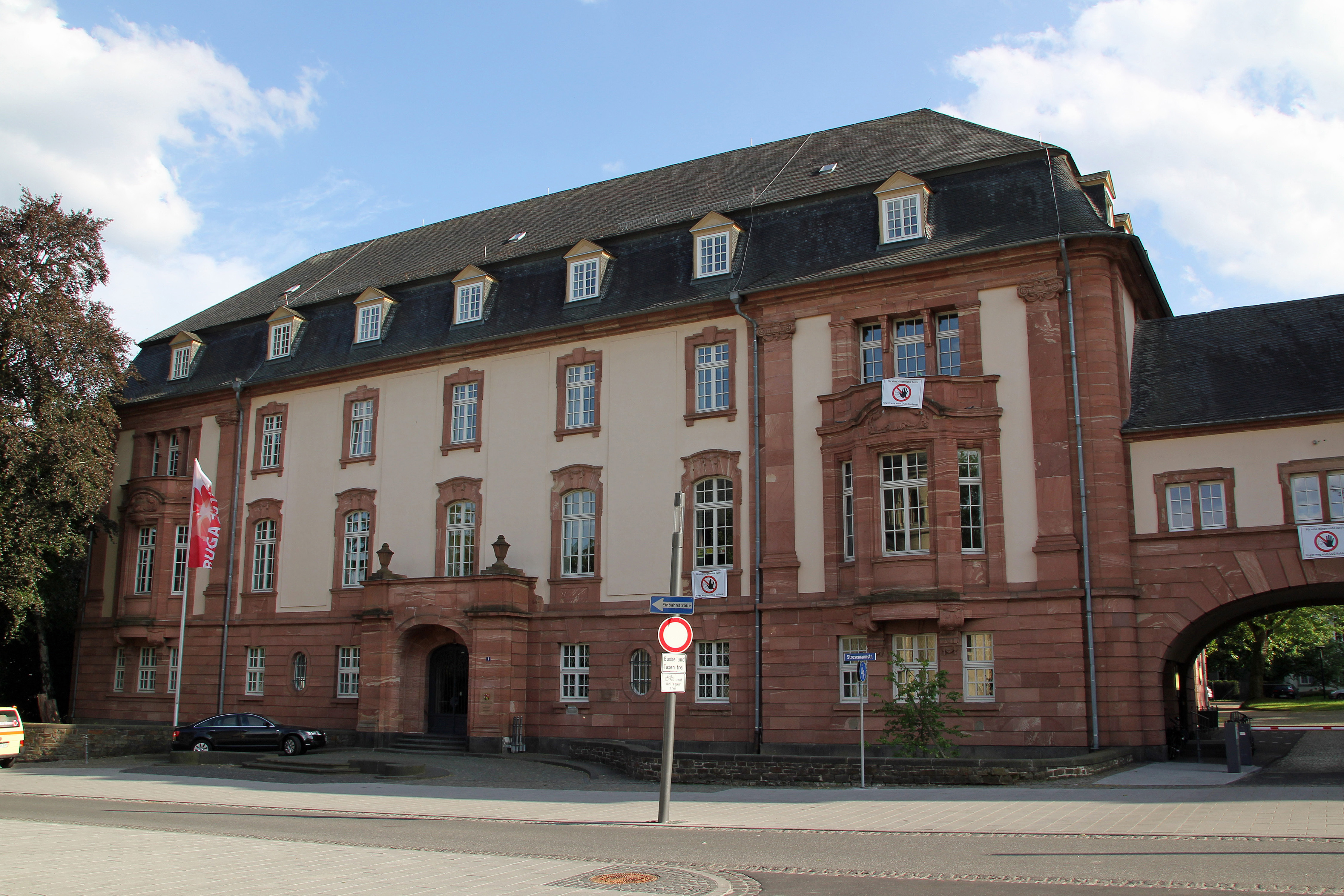
Die ehemalige Dienstvilla des Oberpräsidenten neben dem Hauptgebäude, heute Sitz des Oberlandesgerichts Koblenz

Das Oberpräsidium der Rheinprovinz war der Sitz des Oberpräsidenten der preußischen Rheinprovinz in Koblenz. Heute ist es Sitz der Struktur- und Genehmigungsdirektion Nord und des Oberlandesgerichts Koblenz. In unmittelbarer Nähe befindet sich das ehemalige preußische Regierungsgebäude für den Regierungsbezirk Koblenz.

## Geschichte
Das Gebäude wurde von 1907 bis 1910 nach Entwürfen der Bauräte Richard Saran und Thielen auf der Grundlage von Vorentwürfen des Baurats Alfred Bohnstedt (1851–1906) erbaut. Ausführender Baumeister war Regierungsbaumeister C. Loewe. Das Geländer für die Haupttreppe und die Haupttür (nicht erhalten) waren Arbeiten der Werkstatt des Godesberger Kunstschmieds Georg Gernhard (1860–1943). Für den Bau wurde ein sehr schmales Gelände im Norden des Vorgeländes des Kurfürstlichen Schlosses genutzt. Das Oberpräsidium der Rheinprovinz war zuvor im Kurfürstlichen Schloss ansässig, wo der Platz zu eng wurde. Kaiser Wilhelm II. setzte sich daher persönlich für einen eigenen Bau für das Oberpräsidium ein.
Von 1920 bis 1929, während der alliierten Rheinlandbesetzung, war das Gebäude der Dienstsitz des Oberkommissars der Interalliierten Hohen Ausschusses für die Rheinlande Paul Tirard. Das am 6. November 1944 bei einem schweren Luftangriff auf Koblenz beschädigte Gebäude wurde ab 1947 verändert wiederhergestellt, der geschweifte Giebel über dem Mittelpavillon ist nicht erhalten.
In den Jahren 1947 bis 1950 bezog die Landesregierung von Rheinland-Pfalz das Gebäude, danach bis 1999 die Bezirksregierung Koblenz. Seit 2000 ist es Sitz der Struktur- und Genehmigungsdirektion Nord. Die ehemalige Dienstvilla des Oberpräsidenten links neben dem Hauptbau am Rhein wird mit Dienststellen des Oberlandesgerichts Koblenz genutzt.

## Bau
Das schlossartige, durch Pavillons gegliederte Gebäude in süddeutschen Barockformen mit Jugendstileinflüssen wurde angeregt durch Werke von Balthasar Neumann und Johannes Seiz. Es sollte damit auf die eigene kurfürstliche Vergangenheit anspielen und steht im stilistischen Bezug zum Südflügel des Kurfürstlichen Palais in Trier von Johannes Seiz.
Es besteht aus Ziegel- und Bimssteinen und weist den für einen Schlossbau charakteristischen Grundrisstyp mit relativ geringer Tiefe auf. Wie beim benachbarten Kurfürstlichen Schloss besteht es aus einem Mittelrisalit und Eckrisaliten. Die Gesamtlänge des dreigeschossigen Gebäudes beträgt 170 Meter. Daran schließt sich im Osten die quadratische ehemalige Dienstvilla des Oberpräsidenten an, die mit dem Hauptbau über eine Durchfahrt verbunden ist. Die gesamte Fassade ist teils mit Terranova, teils mit ausgedehnten Werksteinflächen aus rotem Sandstein verstehen. Die Fenster sind im ersten Obergeschoss segmentbogig (in den Risaliten rundbogig) und im zweiten Obergeschoss gerade mit „Ohren“. Zwischen dem ersten und zweiten Obergeschoss waren die Porträtmedaillons der ersten acht Oberpräsidenten angebracht, davon sind heute noch fünf erhalten geblieben. Das hohe Mansarddach wird im Mittelrisalit besonders durch einen geschweiften und reich geschmückten Architrav betont. Das Innere des Gebäudes ist mit barockisierenden Stuckaturen an Decken und Wänden ausgeschmückt und hat eine breite Kaisertreppe.

## Denkmalschutz
Das ehemalige Oberpräsidium der Rheinprovinz ist ein geschütztes Kulturdenkmal nach dem Denkmalschutzgesetz (DSchG) und in der Denkmalliste des Landes Rheinland-Pfalz eingetragen. Es liegt in der Stresemannstraße 1–5.
Seit 2002 ist das ehemalige Oberpräsidium der Rheinprovinz Teil des UNESCO-Welterbes Oberes Mittelrheintal.